# Nike Lorenz
Nike Rühr (* 12. März 1997 in Berlin als Nike Lorenz) ist eine deutsche Hockey-Nationalspielerin.

## Leben
Nike Rühr begann beim Wiesbadener THC mit dem Hockeyspiel. Danach spielte sie in der Bundesliga beim Mannheimer HC, mit dem sie 2016 die deutsche Hallenmeisterschaft gewann. Seit 2021 ist sie für den KTHC Stadion Rot-Weiss aus Köln aktiv.
Nike Rühr war seit 2012 Jugendnationalspielerin. Sie debütierte am 30. September 2014 in der A-Nationalmannschaft und hatte als Innenverteidigerin einen Stammplatz. Insgesamt bestritt sie 196 Länderspiele, davon acht in der Halle. Bei den Olympischen Spielen 2016 in Rio de Janeiro gewann sie die Bronzemedaille gegen Neuseeland. Für diesen Erfolg wurde sie gemeinsam mit ihrer Mannschaft am 1. November 2016 mit dem Silbernen Lorbeerblatt geehrt. 2018 gewann Nike Lorenz mit der deutschen Mannschaft den Titel bei der Hallenhockey-Weltmeisterschaft 2018 in Berlin. Sowohl bei der Europameisterschaft 2019 in Antwerpen als auch bei der Europameisterschaft 2021 in Amsterdam erreichte sie den zweiten Platz hinter den Niederländerinnen. Bei den Olympischen Spielen in Tokio belegte die deutsche Mannschaft den zweiten Platz in der Vorrunde. Im Viertelfinale schieden die Deutschen mit 0:3 gegen die Argentinierinnen aus. 2022 belegte Lorenz mit der deutschen Mannschaft den vierten Platz bei der Weltmeisterschaft. Im Jahr darauf wurde die Mannschaft Dritte bei der Europameisterschaft in Mönchengladbach. Bei den Olympischen Spielen 2024 in Paris belegte Lorenz mit der deutschen Mannschaft in der Vorrunde den dritten Platz. Im Viertelfinale unterlagen die Deutschen den Argentinierinnen im Shootout. Anfang Dezember 2024 trat sie aus der Nationalmannschaft zurück.
Privat engagiert sich Nike Rühr für den Klima- und Umweltschutz. In diesem Zusammenhang unterstützt sie auch die Kampagne Sports4Trees des Verein Sports for Future als Botschafterin.